# Tom Edwards
Thomas Adam ("Tom") Edwards (Stafford, 22 januari 1999) is een Engels voetballer die doorgaans speelt als rechtsback. In juli 2024 verruilde hij Stoke City voor Salford City.

## Clubcarrière
Edwards speelde vanaf 2006 in de jeugdopleiding van Stoke City en maakte ook bij die club zijn debuut, op 14 oktober 2017. Op die dag werd met 7–2 verloren van Manchester City. Namens die ploeg kwamen Gabriel Jesus (tweemaal), Raheem Sterling, David Silva, Fernandinho, Leroy Sané en Bernardo Silva tot scoren. Stoke maakte twee doelpunten via Mame Biram Diouf en een eigen doelpunt van Kyle Walker. Edwards mocht van coach Mark Hughes in de basis starten en hij werd acht minuten na rust gewisseld ten faveure van Ramadan Sobhi. Stoke City degradeerde aan het einde van het seizoen 2017/18 naar het Championship.
In oktober 2020 maakte hij op huurbasis voor drie maanden de overstap naar Fleetwood Town. Na deze periode ging hij tot het einde van het kalenderjaar voor New York Red Bulls spelen. Een jaar later werd deze verhuurperiode verlengd. Medio 2022 nam Barnsley Edwards op huurbasis over. Na een opgelopen blessure keerde hij in januari 2023 terug naar Stoke City. Toen hij medio 2023 hersteld was, nam Huddersfield Town hem tijdelijk over. Edwards verliet Stoke definitief na de verhuurperiode bij Huddersfield. Hij tekende voor twee seizoenen bij Salford City.

## Clubstatistieken
| Seizoen | Club                 | Competitie          | Competitie | Competitie | Beker | Beker | Internationaal | Internationaal | Totaal | Totaal |
| Seizoen | Club                 | Competitie          | Wed.       | Dlp.       | Wed.  | Dlp.  | Wed.           | Dlp.           | Wed.   | Dlp.   |
| ------- | -------------------- | ------------------- | ---------- | ---------- | ----- | ----- | -------------- | -------------- | ------ | ------ |
| 2017/18 | Stoke City           | Premier League      | 6          | 0          | 1     | 0     | —              | —              | 7      | 0      |
| 2018/19 | Stoke City           | Championship        | 27         | 1          | 2     | 0     | —              | —              | 29     | 1      |
| 2019/20 | Stoke City           | Championship        | 13         | 0          | 2     | 0     | —              | —              | 15     | 0      |
| 2020/21 | → Fleetwood Town     | League One          | 11         | 0          | 1     | 0     | —              | —              | 12     | 0      |
| 2021    | → New York Red Bulls | Major League Soccer | 28         | 0          | 0     | 0     | —              | —              | 28     | 0      |
| 2022    | → New York Red Bulls | Major League Soccer | 20         | 0          | 3     | 0     | —              | —              | 23     | 0      |
| 2022/23 | → Barnsley           | League One          | 10         | 0          | 5     | 1     | —              | —              | 15     | 1      |
| 2022/23 | Stoke City           | Championship        | 0          | 0          | 0     | 0     | —              | —              | 0      | 0      |
| 2023/24 | → Huddersfield Town  | Championship        | 13         | 0          | 0     | 0     | —              | —              | 13     | 0      |
| 2024/25 | Salford City         | League Two          | 0          | 0          | 0     | 0     | —              | —              | 0      | 0      |
| Totaal  | Totaal               | Totaal              | 128        | 1          | 14    | 1     | 0              | 0              | 142    | 2      |

Bijgewerkt op 22 juli 2024.